# Acasanga humeralis
Acasanga humeralis là một loài bọ cánh cứng trong họ Cerambycidae.